# كوياغة مخضوضرة
كوياغة مخضوضرة (الاسم العلمي: Koyaga virescens) هي نوع من الحشرات تتبع جنس الكوياغة من فصيلة الليليات.